# جيك تايلور (لاعب كرة قدم)
جيك تايلور (بالإنجليزية: Jake Taylor)‏ هو لاعب كرة قدم بريطاني في مركز الوسط، ولد في 8 سبتمبر 1998 في مانشستر في المملكة المتحدة. لعب مع بورت فايل.